# Миёси (Хиросима)
Миёси (яп. 三次市 Миёси-си) — город в Японии, находящийся в префектуре Хиросима. Площадь города составляет 778,19 км², население — 53 958 человек (1 июля 2014), плотность населения — 69,34 чел./км².

## Географическое положение
Город расположен на острове Хонсю в префектуре Хиросима региона Тюгоку. С ним граничат города Акитаката, Сёбара, Хигасихиросима, Футю и посёлки Сера, Иинан, Мисато, Онан.

## Население
Население города составляет 53 958 человек (1 июля 2014), а плотность — 69,34 чел./км². Изменение численности населения с 1980 по 2005 годы:
| 1980 | 63 582 чел. |  |
| 1985 | 64 089 чел. |  |
| 1990 | 63 596 чел. |  |
| 1995 | 62 910 чел. |  |
| 2000 | 61 635 чел. |  |
| 2005 | 59 314 чел. |  |

## Символика
Деревом города считается клён, цветком — цветок сакуры, птицей — Motacilla grandis.